# أولاد الزيرك (أولاد امحمد)
أولاد الزيرك هي إحدى مشيخات المملكة المغربية، تتبع جغرافيا لإقليم سطات وإداريًا لأولاد امحمد. يقدر عدد سكانها بـ 5622 نسمة حسب الإحصاء الرسمي للسكان والسكنى لسنة 2004.